# Масагети
Масагетите са древен ираноезичен номадски народ, обитавал през Античността териториите на север от Персия. Родствени на масагетите са редица ирански племена, принадлежали към Pax Nomadica – скити, саки, сармати, алани и др.

## История
Амиан Марцелин смята, че аланите са някогашните масагети, а Себеос нарича последните – маскути. Последният етноним представлява всъщност арменската форма на наименованието на масагетите. За „Страна на маскутите“ например се говори в съчинението „История на Агван“ на Мойсей Каганкатваци (VII в.) и в арменската география, приписвана на Мойсей Хоренски (VII в.). Подобна е и арабската форма на етнонима им – маскати.
Според Херодот масагетите се прехранват с животновъдство и риболов. Използват златото и месинга за украса на военното си снаряжение, като по това време не разполагат с желязо или сребро. По облекло и начин на живот приличат на скитите, но за разлика от тях практикуват полиандрия. Масагетите почитат един Бог, слънцето, и му принасят в жертва коне. Те воюват на коне и пеш, използват лъкове и копия, но предпочитаното им оръжие е бойната брадва. Също според Херодот Кир Велики загива в битка с масагетите отвъд река Сърдаря. Те са водени от царицата си Томирис, чийто син Спаргапис е победен преди това от Кир.
Александър Кънингам, Б. С. Дахия и Кноблох свързват масагетите с юеджите. Тази връзка е подкрепена също така от Джеймс Малори и Виктор Мейър, Юрий Зуев, Лозински, Толстов, и други.
Други автори считат, че индийските джати са наследници на масагетите, което не е невъзможно като се има предвид, че част от юеджите се разпръсват в Северна Индия през 3 – 4 век. Счита се, че масагетите/юеджи са конфедерация от племена като се правят различни предположения кои може да са те: гетите, гутеите, хетите. Според Зуев юеджите са конфедерация от седем племена и главното от тях са масагетите. Според Сулимирски масагетите заимстват бронираната конница от македонците и през 4 – 3 век пр.н.е. покоряват почти всички номадски племена в централна Азия, вкл. и хунну които са техни васали за около век. През 165 пр.н.е. обаче хунну побеждават масагетите и те се оттеглят на запад и на юг.
Еноки счита, че връзката масагети-юеджи не може да бъде доказана и не я поддържа, но свързва появата на юеджите с т.нар. Пазъръкска култура.